# Marina Maryukhnich
Marina Vladimirovna Maryukhnich est une joueuse de volley-ball ukrainienne née le 26 novembre 1982 à Youjne (Ukraine). Elle mesure 1,96 m et joue au poste de centrale. 

## Clubs
| Club                    | De        | À         |
| ----------------------- | --------- | --------- |
| Alexandria Bila Tserkva | 1998-1999 | 2001-2002 |
| Krug Cherkasy           | 2002-2003 | 2003-2004 |
| Samorodok Khabarovsk    | 2004-2005 | 2007-2008 |
| Ouralotchka NTMK        | 2008-2009 | 2011-2012 |
| Dinamo Krasnodar        | 2012-2013 | 2015-2016 |
| Dinamo Kazan            | 2016-2017 | …         |

## Palmarès

### Clubs
- Championnat du monde des clubs
  - Finaliste : 2015.
- Coupe de la CEV
  - Vainqueur : 2015, 2016, 2017.
  - Finaliste : 2009.
- Challenge Cup
  - Vainqueur : 2013.
- Championnat de Russie
  - Vainqueur : 2020.
  - Finaliste : 2017, 2018.
- Coupe de Russie
  - Vainqueur : 2014, 2015, 2016, 2017, 2019.
  - Finaliste : 2005.
- Supercoupe de Russie
  - Vainqueur : 2020.
  - Finaliste : 2017, 2018.
- Coupe d'Ukraine
  - Finaliste : 1999.

### Distinctions individuelles
- Challenge Cup féminine 2012-2013: MVP.